# جبل الزرف
جبل الزَرْف جبل يقع بولاية قفصة من الجنوب الغربي التونسي، شمال غربي مدينة المتلوي وشرق مدينة الرديف. يبلغ ارتفاعه 704 م.